# Тордина товстодзьоба
Торди́на товстодзьоба (Malacocincla sepiaria) — вид горобцеподібних птахів родини Pellorneidae. Мешкає в Південній і Південно-Східній Азії.

## Опис
Довжина птаха становить 15-16 см. Верхня частина тіла оливково-коричнева, тім'я темно-коричневе. Обличчя і скроні світлі. Горло білувате, груди сірувато-бежеві, живіт білуватий, боки охристі.

## Підвиди
Виділяють п'ять підвидів:
- M. s. tardinata Hartert, E, 1915 — Малайський півострів;
- M. s. barussana Robinson & Kloss, 1921 — західна Суматра;
- M. s. sepiaria (Horsfield, 1821) — Ява і Балі;
- M. s. rufiventris Salvadori, 1874 — захід і південь Калімантану;
- M. s. harterti Chasen & Kloss, 1929 — північ і схід Калімантану.

## Поширення і екологія
Товстодзьобі тордини мешкають в Індонезії, Малайзії, Брунеї і Таїланді. Вони живуть у вологих рівнинних і гірських тропічних лісах та в прибережних заростях. Зустрічаються на висоті до 700 м над рівнем моря на Малайському півострові, на висоті від 300 до 1400 м над рівнем моря на Суматрі та на висоті до 1700 м над рівнем моря на Калімантані. 

## Поведінка
Товстодзьобі тордини зустрічаються поодинці, парами і невеликими зграйками. Живляться комахами, яких шукають на землі та в лісовому підліску. Сезон розмноження триває з лютого по вересень-листопад на Калімантані, в квітні-травні на Малайському півострові та з лютого по травень на Яві. Гніздо робиться з сухого листя, розміщується на висоті до 1 м над землею. В кладці 2 яйця.